# Orquesta Filarmónica de Dresde

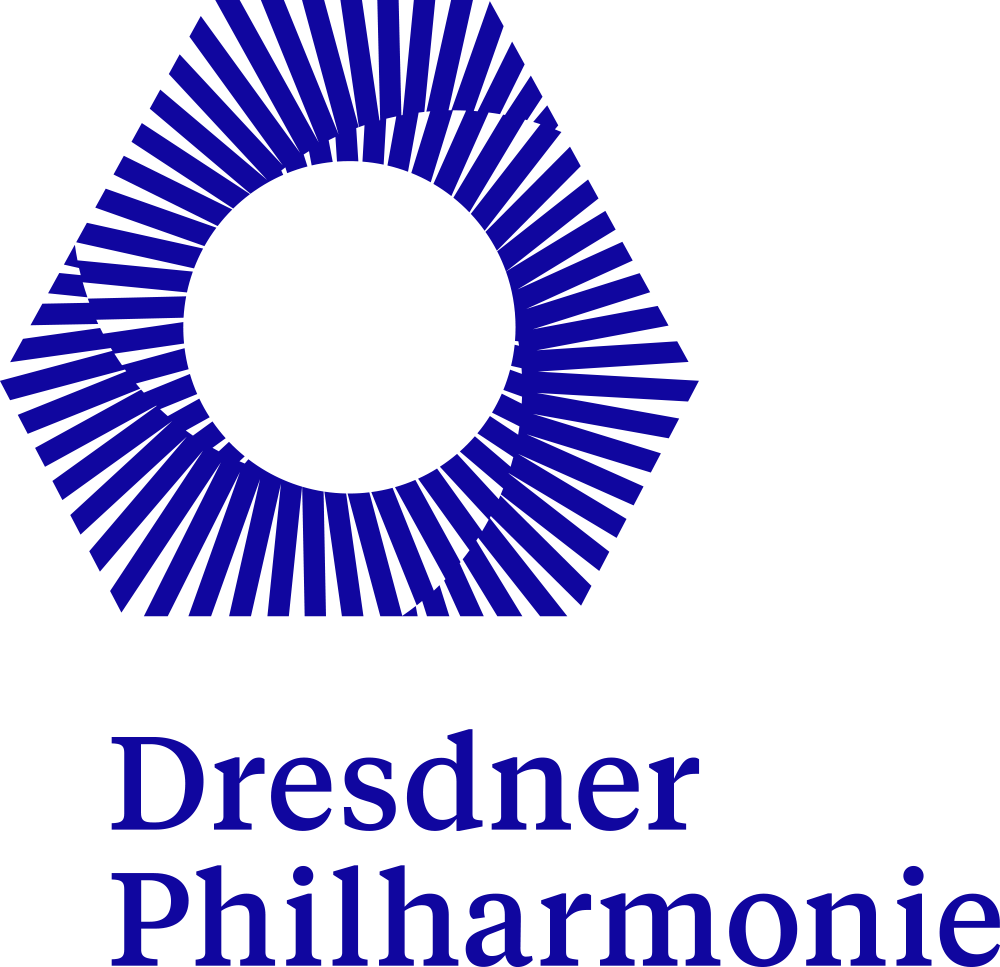
Logo de la Dresdner Philharmonie.

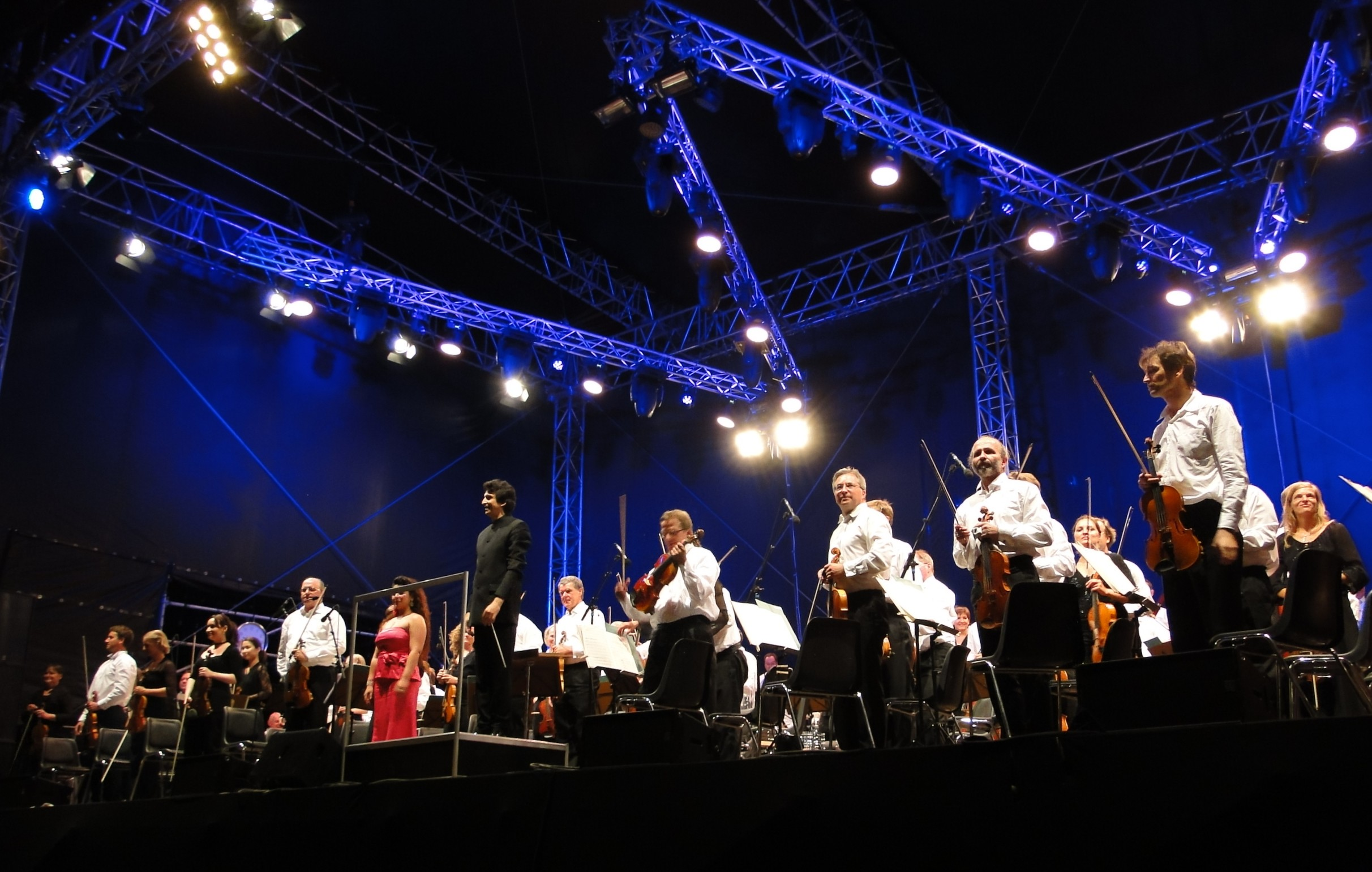
Dresdner Philharmonie en 2012.

La Orquesta Filarmónica de Dresde (en alemán: Dresdner Philharmonie) es una orquesta sinfónica financiada por la ciudad alemana de Dresde. Fue fundada en 1870 como Gewerbehausorchester con motivo de la inauguración el 29 de noviembre de 1870 de una de las salas de conciertos de la capital sajona, la Gewerbehaussaal y recibió su nombre actual en 1915. 
Tiene su sede en el Palacio de la Cultura (Kulturpalast) de Dresde, un edificio construido en 1969 por las autoridades de la extinta RDA, aunque también programa conciertos extraordinarios en diferentes localizaciones, como en la Kreuzkirche o el Schloss Albrechtsberg. 
La Orquesta Filarmónica de Dresde está asociado al Philharmonische Chor Dresden.
De 2004 a 2011, formada por 115 músicos, tuvo por director principal al español Rafael Frühbeck de Burgos. 

## Directores
- Hermann Mannsfeldt (1870–1885)
- Michael Zimmermann (1885–1886)
- Ernst Stahl (1886–1890)
- August Trenkler (1890–1903)
- Willy Olsen (1903–1915)
- Edwin Lindner (1915–1923)
- Joseph Gustav Mraczek (1923–1924)
- Eduard Mörike(1924–1929)
- Paul Scheinpflug (1929–1932)
- Werner Ladwig (1932–1934)
- Paul van Kempen (1934–1942)
- Carl Schuricht (1942–1944)
- Gerhart Wiesenhütter (1945–1946)
- Heinz Bongartz (1947–1964)
- Horst Förster (1964–1967)
- Kurt Masur (1967–1972)
- Günther Herbig (1972–1976)
- Herbert Kegel (1977–1985)
- Jörg-Peter Weigle (1986–94)
- Michel Plasson (1994–2001)
- Marek Janowski (2001–2004)
- Rafael Frühbeck de Burgos (2004–2011)
- Michael Sanderling (2011-)